# Cubo 2 - Hipercubo
Cubo 2 - Hipercubo foi um filme canadense de 2002, dos gêneros ficção científica, suspense e terror, dirigido por Andrzej Sekula. esta sequência de Cube zero teve orçamento superior ao seu antecessor.[carece de fontes?]

## Sinopse
O misterioso projeto do cubo continua. Novamente são colocadas pessoas no cubo, porém com novas armadilhas. Sem saberem ao certo o motivo do cubo, a única coisa que querem é sair do claustrofóbico cubo. Com o decorrer do tempo eles percebem que não apenas as armadilhas estão presentes, como também alguma espécie de distorção do espaço/tempo afeta o funcionamento das salas.

## Personagens
- Kate Filmore (Kari Matchett): Uma psicóloga que tem a sua ligação com o Projeto Cubo revelada apenas no fim do filme. É a única a escapar do cubo, mas é assassinada por um soldado. Num fim alternativo, Kate aparece como um soldado especial que aparentemente entrou no cubo para recuperar um dispositivo de gravação contido no colar de Sasha/Alex.[carece de fontes?]
- Simon Grady (Geraint Wyn Davies): Um detetive privado que estava a procura de uma funcionária da empresa Izon, Rebecca Young, também prisioneira no cubo.[carece de fontes?]
- Max Reisler (Matthew Ferguson): Um hacker envolvido em uma disputa no tribunal com uma empresa, Cyber Thrill, que roubou a sua ideia para um jogo. Esta empresa usou sua ideia para fazer o cubo e é uma subsidiária da empresa Izon.[carece de fontes?]
- Julia Sewell (Lindsey Connell): Uma advogada de defesa da empresa Izon.[carece de fontes?]
- Sra. Paley (Barbara Gordon): Uma matemática teórica aposentada com mal de Alzheimer que anteriormente trabalhou para a empresa Izon.[carece de fontes?]
- Coronel Thomas H. Maguire (Bruce Gray): Um homem que parece ter tido uma ligação muito próxima com o projeto do cubo. Ele foi quem desenvolveu o sistema de números do primeiro cubo. Devido às característica deste novo cubo, ele acaba por morrer duas vezes em duas salas que parecem ter uma realidade paralela.[carece de fontes?]
- Rebecca Young (Greer Kent): Funcionária da Izon. Seus pais contrataram Simon Grady para encontrá-la.[carece de fontes?]
- Jerry Whitehall (Neil Crone): Um designer que trabalhou em alguns mecanismos do cubo incluindo os painéis para as portas. Aparenta ter algum conhecimento de Física quântica.[carece de fontes?]
- Sasha (Grace Lynn Kung): Uma adolescente cega que inicialmente não tem qualquer ligação com a empresa Izon, mas no fim é revelado que na verdade ela é Alex Trusk.[carece de fontes?]
- Dr. Rozenzweig (Andrew Scorer): Um vencedor do Prémio Nobel que já estava preso no cubo por algum tempo até ser encontrado pelo grupo liderado por Kate. Ele é a pessoa que deduz quando a natureza instável do cubo irá destruí-lo. Aparentemente, este é o único motivo para ele ter sido deixado no cubo apenas com uma caneta.[carece de fontes?]

## Premiações
- Ganhou
  - Fantasporto[carece de fontes?]